# Tchetti
Tchetti  ist eine Stadt und ein Arrondissement im Departement Collines im westafrikanischen Staat Benin. Es ist eine Verwaltungseinheit, die der Gerichtsbarkeit der Kommune Savalou untersteht. Durch die Stadt verläuft die Fernstraße RNIE5, die in westlicher Richtung nach kurzer Distanz in das Nachbarland Togo führt und ostwärts nach Savalou.

## Demografie und Verwaltung
Gemäß der Volkszählung 2013 des beninischen Statistikamtes INSAE hatte das Arrondissement 11.897 Einwohner, davon waren 5848 männlich und 6049 weiblich.
Von den 111 Dörfern und Quartieren der Kommune Savalou entfallen acht auf Tchetti:
1. Adjoya
2. Djabigon
3. Igbéri
4. Koffodoua
5. Obicro
6. Odo-Agbon
7. Ottélé
8. Tchetti